# Serie C2 (calcio a 5)
La Serie C2 è il sesto livello del campionato italiano di calcio a 5 ed è organizzato dalla Lega Nazionale Dilettanti tramite i Comitati Regionali (per Piemonte e Valle d'Aosta è in comune). In alcune regioni come il Friuli-Venezia Giulia e la Liguria manca la separazione tra Serie C1 e C2, sostituiti da un unico campionato di Serie C regionale. Il numero di gironi, da uno unico fino a un massimo di quattro, varia da regione a regione.

## Promozione
Ogni comitato stabilisce il numero di promozioni in base ai gironi. Solitamente accedono alla Serie C1 le prime classificate di ogni girone più la vincitrice dei play-off regionali.

## Retrocessione
Ogni comitato stabilisce il numero di retrocessioni in base ai gironi. Solitamente scendono in Serie D le ultime classificate di ogni girone più la perdente dei play-out regionali.

## Ufficiali di gara
Per ogni incontro sono designati due arbitri dai rispettivi comitati regionali dell'Associazione Italiana Arbitri.